# Алеш Беблер
Алеш Беблер Примож (Идрија, 8. јун 1907 — Љубљана, 12. август 1981), правник и дипломата, учесник Шпанског грађанског рата и Народноослободилачке борбе, друштвено-политички радник СФР Југославије и СР Словеније и народни херој Југославије.

## Биографија
Рођен је 8. јуна 1907. године у Идрији. Одрастао је у грађанској породици у Цељу, где је завршио осам разреда гимназије. На Љубљанском универзитету је студирао права и био активан у левичарском студентском покрету. Године 1925. постао је члан Савеза комунистичке омладине Југославије (СКОЈ), а 6. јануара 1929. године члан Комунистичке партије Југославије (КПЈ).
Након успостављања Шестојануарске диктатуре, Беблер је емигрирао у Француску и наставио правне студије у Паризу, где је године 1930. и докторирао. По завршеним студијама живео је као политички емигрант у разним европским земљама, попут Француске, Белгије, Совјетског Савеза и осталима, те се првенствено бавио публицистичком делатношћу.
Од 1937. године учествовао је у Шпанском грађанском рату под именом Андре Кобал и постао заменик политичког комесара 15. интернационалне бригаде. Био је два пута рањен, други пут, при нападу на Сарагосу, тешко. На крају грађанског рата постао је капетан Шпанске републиканске армије.
Године 1938, преко Француске и Швајцарске вратио се у Југославију. Краће време је радио у Одељењу за агитацију и пропаганду Централног комитета КП Словеније, али је ускоро пао у руке полицији и скоро целу годину провео у затвору. У годинама 1940. и 1941. био је заменик секретара ЦК КП Словеније за агитацију и пропаганду.
Алеш Беблер је за време Народноослободилачког рата у Словенији вршио многе одговорне политичке дужности. На Свесловеначкој партијској конференцији 1. и 2. јуна 1941. у Љубљани дао је учесницима упутства за војне припреме за оружани устанак, а 22. јуна је на седници Централног комитета КП Словеније, у Бернардовој кући у Љубљани, кад је установљен Главни штаб словеначке партизанске војске, именован за заменика команданта Главног штаба. До одласка из Љубљане поједини чланови руководства су обилазили партизанске јединице и давали им потребна упутства за рад, а међу њима је био и Алеш Беблер, који је примењивао искуства стечена у Шпанији и преносио их на младе партизанске чете које су тек биле у формирању.
Главни штаб је концентрацијом партизанских снага у Долењској намеравао да поведе на устанак становништво које су Немци хтели да иселе и тиме да спречи исељавање. Зато је у ноћи, између 2. и 3. новембра 1941. године, чета од 31 партизана, под руководством Михе Маринка и Алеша Беблера, напала немачко упориште у Бучки. Напад није успео.
Марта 1942, Беблер је из Љубљане отишао на Мокрец са значајним политичким и војним задацима. Ту се нашао у зони италијанске офанзиве, али се са „Шерцеровим батаљоном“ пробио на Травну гору. Оданде је са групом од деветнаест бораца отишао у кочевски крај и тамо организовао Јужнодолењски батаљон, који је после формирања Нотрањског одреда добио име Други батаљон нотрањског одреда или, скраћено, Кочевски батаљон.
После формирања групе одреда Беблер је, априла 1942, именован за политкомесара Треће групе одреда. Успоставио је тесне везе са хрватским партизанима, с којима је почела успешна сарадња. Управо је Трећа група одреда са својим многим акцијама ослободила широку територију у Долењској и Нотрањској.
Још у току италијанске офанзиве, ЦК КП Словеније и Извршни одбор Освободилне фронте послали су Беблера као свога повереника у Словеначко приморје. Ту је постао члан Покрајинског комитета КПС и Покрајинског одбора ОФ. Ујесен 1944, ЦК КПС га је за краће време послао и у Штајерску, где је требало да испита и реши проблеме који су настали због гестаповаца који су се убацивали у партизанске јединице.
По повратку из Штајерске Беблер је постао уредник „Људске правице“ и на том положају је остао до краја рата. Учествовао је збору изасланика словеначког народа у Кочевју од 1. до 3. октобра 1943. и на првом заседању Словеначког народнослободилачког савета у Чрномљу 19. и 20. фебруара 1944. годиине. Био је члан Антифашистичког већа народног ослобођења Југославије. 5. маја 1945. године, у Ајдовшчини је образована прва словеначка влада. У њој је Беблер постао министар финансија.
После рата био је министар финансија у првој словеначкој влади. Децембра 1945. је прешао у дипломатску службу и постао помоћник министра спољних послова. У тој функцији је учествовао на свим важнијим међународним конференцијама и састанцима. Био је члан југословенске делегације на заседању Савета четворице министара спољних послова за припрему уговора о миру са Италијом и другим земљама, те члан делегације на мировној конференцији у Паризу 1946. године.
Године 1948. у Београду, био је на челу југословенске делегације на Дунавској конференцији. Као југословенски делегат, учествовао је на првих шест заседања Генералне скупштине Организације уједињених нација. Од 1950. до 1951. године био је у Њујорку као стални представник Југославије при ОУН и у том својству представник у Савету безбедности.
По повратку у Југославију постао је, 1952. године, помоћник министра спољних послова, односно по његовој реорганизацији у Државни секретаријат почетком 1953, државни подсекретар за спољне послове. Са тог положаја је отишао за амбасадора у Француску. Касније је постао председник Одбора за спољне послове Савезне народне скупштине, а после тога амбасадор СФР Југославије у Индонезији и Индији. Као представник СК Југославије учествовао је на Азијској социјалистичкој конференцији у Рангуну 1953. године. Године 1954. учествовао је у преговорима на Бледу са представницима Грчке и Турске око формирања Балканског пакта. Године 1963. изабран је за судију Уставног суда Југославије, а затим од 1967. године за члана Савета федерације.
Више је пута био биран за председника Југословенског удружења за Уједињене нације. Након истека мандата, био је у тој организацији почасни председник. Био је и члан Индијског савета за културне везе.
Био је посланик првог, другог и четвртог сазива Народне скупштине Југославије. Осим тога био је и:
- члан Централног комитета КПЈ, Извршног комитета ЦК СКЈ и Централног комитета СК Словеније
- члан Главног одбора Социјалистичког савеза радног народа Словеније
- члан Савезног савета за заштиту човекове средине од 1973. године
- председник Савеза шпанских бораца Југославије
- члан Председништва Савезног одбора СУБНОР-а
- члан Управног одбора СР Словеније за Уједињене нације

Умро је 12. августа 1981. године у Љубљани.

## Издавачка делатност и одликовања
Много се бавио публицистичким радом, а нека од његових најзначајнијих дела су:
- књига За праведне границе нове Југославије (1949), Београд
- књига Путовање по земљама сунца (1954), Београд
- студије о Малезији и Југоисточној Азији (1965)
- књига Деца земље и мора (1966), Љубљана
- студија Национална сувереност у нуклеарном добу (1972)

Носилац је бројних страних и југословенских одликовања, међу којима су Орден народног ослобођења, Партизанска споменица 1941, Орден француске легије части и Орден Шпанске Републике. Орденом народног хероја одликован је 22. јула 1953. године.